# Portapique
Portapique est une communauté rurale du comté de Colchester, dans la province de Nouvelle-Écosse, au Canada.

## Toponymie
Le nom de Portapique provient de la translittération de porc-épic. Le nom apparait sur les cartes en anglais en 1756 sous les formes de Vil Porcupine et de Cape Porcupine. Vil Portaupique est un village acadien qui s'est établi peu après 1700. Quand Abijah Willard (en) a passé durant la déportation des Acadiens le 10 août 1755, la communauté était située sur le marais. Elle a été recolonisée par les anglophones vers 1770.